# Cámara de vacío

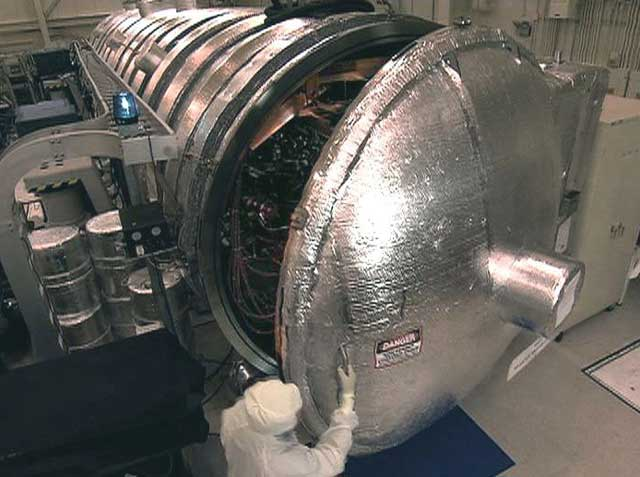
Una gran cámara de vacío.

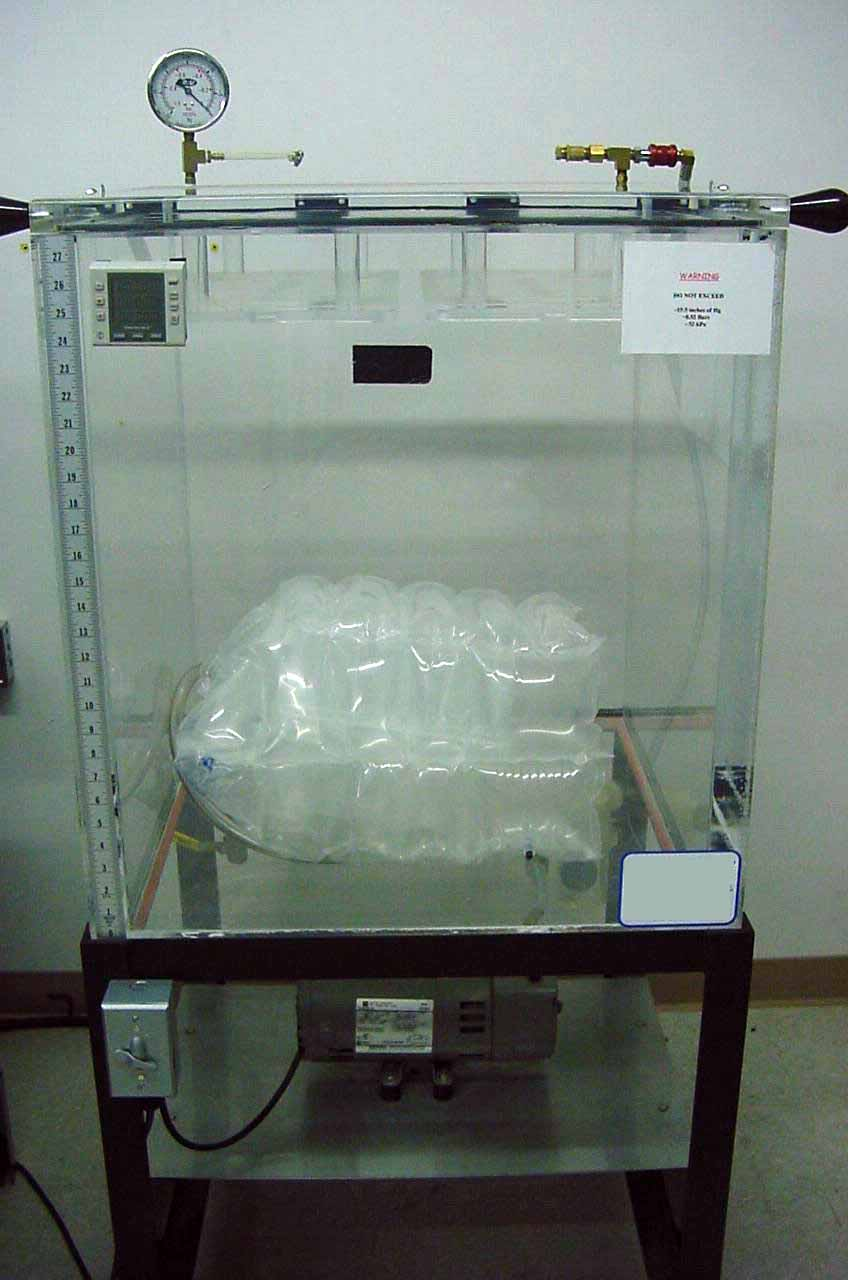
Cámara de vacío para detectar fugas en el embalaje.

Una cámara de vacío es un recipiente de paredes rígidas del que se extrae el aire y otros gases mediante una bomba de vacío. La baja presión resultante, comúnmente llamada vacío, permite a los investigadores llevar a cabo experimentos físicos o probar dispositivos mecánicos que deben operar, por ejemplo, en el espacio exterior. Cámaras de aluminio permiten controlar que el campo magnético interior salga fuera del vacío. Por el contrario, las cámaras hechas de mu-metal evitan que los campos externos penetren en el vacío.
Las cámaras suelen tener varias puertas, cubiertas con bridas de vacío, para permitir que los instrumentos o las ventanas puedan ser instaladas en las paredes de la cámara. En las aplicaciones de mediano a bajo vacío, éstas son selladas con juntas tóricas de caucho. En aplicaciones de vacío más alto, las bridas poseen duros filos de acero soldados en ellas, que cortan una junta de cobre cuando la brida es atornillada.

## Aplicaciones
Un tipo de cámara de vacío de uso frecuente en el campo de la ingeniería de naves espaciales es una cámara de vacío térmico, que ofrece un ambiente térmico que representa lo que una nave espacial experimentaría en el espacio.
Un tipo de cámaras de vacío de media intensidad (presión de 4-5 mmHg) se emplea para la conservación de vegetales. Al hacer vacío se vaporiza parte del agua, con lo que se consigue disminuir la temperatura y mantenerla en el entorno de los 0 °C, sin que los vegetales se marchiten.
Hacia 1850 se construyeron pequeñas cámaras de vacío de vidrio (tubos) con un electrodo metálico en cada extremo y una pequeñísima masa de gas en su interior. Tras aplicarles una corriente de alto voltaje aparecieron destellos y luminosidades dentro del tubo. Esto permitió llegar a descubrir el electrón. Algunos investigadores que usaron y perfeccionaron estos tubos fueron Johann Heinrich Geissler y William Crookes. Se les conoce también con el nombre de tubos de Crookes o tubos de rayos catódicos.